# Retardateur de prise
Pour les articles homonymes, voir Retardateur (homonymie).
Un retardateur de prise est un adjuvant pour matériaux cimentaires tels que les coulis, les mortiers de ciment et les bétons de ciment. Il est utilisé pour ralentir la réaction d’hydratation du ciment et donc sa prise. Ceci permet d'augmenter son temps de travail. L’hydratation du ciment est la réaction chimique qui a lieu entre le ciment et l’eau. Les retardateurs de prise sont ajoutés aux matériaux cimentaires à des ratios entre 0,2 et 0,5% de la masse de ciment utilisé.

## Composition
Les retardateurs de prise peuvent être des composés organiques ou inorganiques.
| Famille               | Composé                 | Temps de prise                    |
| --------------------- | ----------------------- | --------------------------------- |
| Composés inorganiques | Phosphates              | Peuvent arriver jusqu’à 24 heures |
| Composés organiques   | Saccharose              | Peuvent arriver jusqu’à 24 heures |
| Composés organiques   | Lignosulfonates         | Quelques heures                   |
| Composés organiques   | Acides alpha-hydroxylés | Quelques heures                   |

## Mécanisme
Le retardateur est adsorbé à la surface des particules de ciment ce qui retarde la précipitation des composés hydratés et donc la formation du gel autour de ces particules.

## Effets sur le béton frais
En plus de l’allongement du temps de prise, les retardateurs de prise régulent le dégagement de chaleur due à l’hydratation du ciment.

## Effets sur le béton durci
L’utilisation des retardateurs de prise dans les matériaux cimentaires peut :
- dégrader son apparence finale, augmenter les différences de couleur sur sa surface, augmenter son retrait et accentuer son efflorescence ;
- améliorer son imperméabilité et sa résistance à la compression.

## Utilisations
Les retardateurs de prise sont utilisés lorsque :
- le trajet de transport du béton frais est long ;
- de grandes quantités de béton frais doivent être coulées ;
- des blocs de béton gros et compacts doivent être fabriqués ;
- le temps est chaud.

Les retardateurs de prise sont surtout utilisés dans le béton prêt à l’emploi et dans le béton pompé.